# Mulga, Alabama
Mulga là một thị trấn thuộc quận Jefferson, tiểu bang Alabama, Hoa Kỳ. Dân số năm 2009 là 895 người, mật độ đạt 563 người/km².